# DSG1
 (décembre 2012).
Si vous disposez d'ouvrages ou d'articles de référence ou si vous connaissez des sites web de qualité traitant du thème abordé ici, merci de compléter l'article en donnant les références utiles à sa vérifiabilité et en les liant à la section « Notes et références ».
La DSG1 (ou desmogléine-1) est une protéine desmosomale majoritairement exprimée dans les dernières couches vivantes de l’épiderme humain et responsable des propriétés d’adhérence des desmosomes. Son gène est le DSG1 situé sur le chromosome 18 humain.

## Fonctions
La desmogléine-1 est une glycoprotéine transmembranaire capable de lier le calcium.